# Qumqoʻrgʻon
Qumqoʻrgʻon (uzb. cyr. Қумқўрғон; ros. Кумкурган, Kumkurgan) – miasto w południowo-wschodnim Uzbekistanie, w wilajecie surchandaryjskim, nad zbiornikiem wodnym Janubiy Surxon, siedziba administracyjna tumanu Qumqoʻrgʻon. W 2016 roku liczyło ok. 14,9 tys. mieszkańców.
Miejscowość otrzymała prawa miejskie w 1971 roku.